# Hramovi i svetišta Nikka
Hramovi i svetišta Nikka (japanski: 日光の社寺) je skupina od 103 građevine u slikovitom krajoliku grada Nikka u prefekturi Tochigi (Honshu). Građevine pripadaju budističkom hramu Rinnō-jiju i dvama šintoističkim svetištima, Futarasanu i Tōshō-gūu. Od njih, 9 građevina ima status nacionalnog blaga, a ostalih 94 status spomenika kulture. 
Oni su, zajedno sa svojim prirodnim okolišem, stoljećima bila sveta mjesta, slavna po svojim arhitektonskim i dekorativnim remek-djelima, blisko povezani s razdobljem šogunata Tokugawa u povijesti Japana. Zbog toga su svetišta i hramovi Nikka 1999. god. upisani na UNESCO-ov popis mjesta svjetske baštine u Aziji.

## Povijest
U 8. stoljeću je budistički redovnik, Shodo, podigao prvu zgradu na obroncima Nikkoa, koju su od davnina štovali kao svetu planinu. Određene zgrade svetišta Futarasan i hrama Rinnô pripadaju tom razdoblju.
Krajem 12. stoljeća, šogunat Kamakura se etablirao u području Kanto. To je omogućilo Nikkou da dodatno ojača svoju poziciju kao glavno sveto mjesto u Kantu, ne samo zbog svog planinskog položaja, nego i zbog vjerskih zdanja. No, zbog previranja u razdoblju Muromachi (16. stoljeće) lokaliteti su više ili manje bili napušteni.
Hramovi su sanirani na početku 17. stoljeća, a Nikko je odabran i kao mjesto za Tôshôgu, svetište od nekoliko zgrada podignuto kao mauzolej Tokugawi Ieyasuu, osnivaču šogunata Tokugawa. Ovaj režim je u povijesti Japana bio na vlasti više od 250 godina. Od tog razdoblja, Nikko je igrao vrlo važnu ulogu kao simbol nacionalnog suvereniteta, ne samo u očima lokalnih vlasti, ali i onih čelnika susjednih zemalja koji su poslali svoje izaslanike da plate danak Ieyasu, obožavanom liku.
God. 1871., meijijevska vlada je odlučila podijeliti lokalitete i njegove vjerske građevine, koji su tada spadali pod jedan vjerski autoritet, u tri skupine povjerena trima odvojenim vjerskim organizacijama: Futarasan-Jinja i Tôshôgu za kult šintoizma, i Rinnô-ji za budizam. Ova reorganizacija podrazumijevala je pomicanje i obnovu pojedinih objekata. Sveti i prestižni karakter lokaliteta omogućila je jamstvo očuvanja Nikkoa koji je stavljen pod zakonsku zaštitu od 1897., s naknadnim mjerama pojačanima u nekoliko navrata.

## Popis lokaliteta
| Slika                           | Ime                                          | Vrsta                 | Osnovan   | Koordinate                                    | Odlike |
| ------------------------------- | -------------------------------------------- | --------------------- | --------- | --------------------------------------------- | --- |
| Taiyuin Honden hrama 'Rinnō-ji' | Hram Rinno (japanski: 輪王寺, Rinnō-ji)      | Budistički hram       | 766. god. | 36°45′14″N 139°36′11″E / 36.754°N 139.603°E   | 38 građevina hrama Rinnō-ji su zaštićeni, a od njih je građevina muzeja Taiyuin (koja se sastoji od dvorana Honden, Ainoma i Haiden) registrirana i kao nacionalno blago Japana. Podrijetlo ovog hrama seže u 8. stoljeće kada ga osnovao monah Shōdō. Zbog svoje geografske izoliranosti u planinama privalčio je monahe u potrazi za osamom. a uvijek je ostao važno mjesto bogoštovlja. Glavne konstrukcije su dodane na početku razdoblja Edo, osobito 1653. godine kada je sagrađen mauzolej trećeg šoguna (Togukawa Iemitsu). Kompleks, u Gongen-zukuri obliku i stilu, je čisto remek-djelo arhitekture i dekoracija. |
| Futarasan-jinja                 | Svetište Futarasan (興福寺, Futarasan-jinja) | Šintoističko svetište | 767.      | 36°45′14″N 139°36′11″E / 36.754°N 139.603°E   | 23 građevine svetišta Futarasan su zaštićena svjetska baština UNESCO-a. Svetište je osnovao 767. godine Shōdō shōnin (勝道上人), a čini kompleks zgrada posvećene trima božanstvima planine Nantai (koja se također naziva i Futarasan). Većina ih je obnovljena ili izgrađena u 17. stoljeću, po starim tradicionalnim oblicima, te su vršili utjecaj na opći izgled svetišta diljem Japana. Među zgradama, treba spomenuti dvorane Honden i Haiden, srce svetišta. Tlocrt dvorane Betsugû Takino-o-Jinja Honden datira iz 825. godine, a Shin-yosha je najstariji primjer arhitektonskog stila prve faze Tôshôgu izgradnje. Sveti most iznad rijeke Daiya, Shinkyô (神橋), je također dio svetišta Futarasan, a pripada razdoblju Muromachi, ali je njegova današnja izvedba cinober lakiranog mosta na masivnim kamenim stupovma iz 1636. godine.                                                                                                |
| Tōshō-gū                        | Svetište Tosho-gu (二荒山神社, Tōshō-gū)     | Šintoističko svetište | 1617.     | 36°27′11″N 139°21′17″E / 36.4530°N 139.3547°E | Posvećeno šogunu Tokugawi Iejasuu, svetište Tosho-gu obuhvaća velik broj zgrada. Od njih, 42 građevine su zaštićena svjetska baština UNESCO-a, a od njih su 8 japansko nacionalno blago, a ostalih 34 spomenici kulture. Kompleks od tri svete dvorane koje tvore tlocrt slova "H" je savršena ilustracija arhitektonskog stila, kasnije poznatog kao Gongen-zukuri. Shômen Karamon i Haimen Karamon, remek-djela izrade su inspirirana stranim stilom, otuda i zajednički naziv: "kineska vrata". Yômeimon (slika gore desno), podignuta 1636. godine, su vjerojatno najpoznatiji primjer arhitektonskog stila Nikko. On je pokriven bogatstvom i beskonačnom raznolikošću ukrasa. Tôzai Sukibe, također iz 1636., je 160 m dug zid oko skupine dvorana Honden, Ishinoma i Haiden. Tôzai Kairo, natkriveni prolaz dug 220 m, na južnom dijelu ima 25 reljefnih ploča, koje s tri strane okružuju isku skupinu dvorana (Honden, Ishinoma i Haiden). |

## Vanjske poveznice
- Video na službenim stranicama UNESCO-a (engl.)
- Shrines and Temples of Nikko (engl.)
- Galerija fotografija  Arhivirana inačica izvorne stranice od 5. veljače 2012. (Wayback Machine)